# Tróndur í Gøtu
Tróndur í Gøtu (norreno: Þrándr í Götu) (Føroyar, 945 circa – 1035) è stato un vichingo delle Isole Fær Øer (note anche come "Isole Færey").

## Biografia
Assieme a Sigmundur Brestisson è il personaggio principale della Saga dei Faroesi. Questa saga racconta la storia antica delle isole Far Oer, e l'arrivo del Cristianesimo.
Il capitolo 3 della Saga dice che Tróndur aveva "una scioccante testa di capelli rossi, ed era lentigginoso e con lo sguardo truce", caratteristiche tipiche del folklore faroese, e si dice che discenderebbe dalla figlia di Thorstan il Rosso.
Tróndur í Gøtu viveva sull'isola di Eysturoy, nella casa del padre a Gøta, la quale prese il nome dal soprannome di Torbjørn Gøtuskegg. Inizialmente Tróndur e Thorlac si scontrarono a lungo per decidere chi avrebbe ereditato le proprietà. Dopo aver perso, Thorlac si trasferì a vivere nelle vicine isole con la moglie. Il capitolo 35 descrive in dettaglio tutti i fratelli che vivevano a Gøta, ed i rispettivi figli. Lo stesso capitolo spiega che Thorlac aveva due figli, Sigurd (uomo forte con lunghi capelli riccioli) e Thord (chiamato "Il Basso"); la sorella di Tróndur ebbe un figlio noto come "Geat il Rosso".